# John Dreyer
John Louis Emil Dreyer (Copenhague, 3 de fevereiro de 1852 — Oxford, 14 de setembro de 1926) foi um astrônomo dinamarquês-irlandês. É conhecido pela obra "Novo Catálogo Geral de Nebulosas e Aglomerados".

## Biografia
Em 1874, com 22 anos de idade, foi trabalhar na Irlanda para ser assistente de Lawrence Parsons, conde de Rosse (filho de Wiliam Parsons, que construiu o maior telescópio refletor da época, o Leviatã).
Sua honra mais importante foi o "Novo Catálogo Geral de Nebulosas e Aglomerados", que segue como referência astronômica até hoje. Depois lançando o Index Catalogue, complementando sua obra. Também foi um historiador da astronomia, em 1890 lançou a biografia do dinamarquês Tycho Brahe, e em 1905 lançou o História dos Sistemas Planetários de Tales a Kepler, contando seu ponto de vista da história da astronomia.

## Obras
Dreyer compilou o New General Catalogue of Nebulae and Clusters of Stars, baseando-o no Catálogo de Nebulosas de William Herschel, bem como em dois Index Catalogues suplementares. As designações de catálogo NGC e IC ainda são amplamente utilizadas.
Dreyer também foi historiador da astronomia. Em 1890 ele publicou uma biografia do astrônomo dinamarquês Tycho Brahe, e em seus últimos anos ele editou as publicações de Tycho e correspondência inédita. Estes foram publicados em uma edição de 15 volumes, Opera Omnia, cujo último volume foi publicado após sua morte.
Seu livro History of the Planetary Systems from Thales to Kepler (1905), está atualmente impresso com o título A History of Astronomy from Thales to Kepler.
Ele coeditou a primeira história oficial da Royal Astronomical Society junto com Herbert Hall Turner, History of the Royal Astronomical Society 1820-1920 (1923, reimpresso em 1987).

## Homenagens
- 1916 - Medalha de Ouro da Royal Astronomical Society[6]